# Franz von Kobell
Pour les articles homonymes, voir Franz Kobell et Kobell.
Franz von Kobell, né le 19 juillet 1803  à Munich et mort le 11 novembre 1882 dans cette même ville, est un minéralogiste et écrivain allemand. Il est le fils du peintre Wilhelm von Kobell et le petit-fils du peintre Ferdinand Kobell. Il ne doit pas être confondu avec son grand-oncle, le dessinateur Franz Kobell (1749-1822).

## Biographie

### En sciences
En  1820 il étudie au Wilhelm Gymnasium München à Landshut, notamment la chimie avec Johann Nepomuk Fuchs.
Il travaille dès 1823 comme adjoint à la collection de minéralogie d'État à Munich  et obtient un doctorat en 1824 à Erlangen. En 1826 il est nommé professeur adjoint à l’Université de Munich et titulaire en 1834.  
Dans le cadre de règne du roi Othon Ier de Grèce, Kobell fait un voyage scientifique dans ce pays et il est membre correspondant de plusieurs sociétés scientifiques.
Ses œuvres, tant pour la minéralogie que la chimie minérale, ont été largement diffusées en Europe où plusieurs ont été traduites.

### En Littérature
Kobell allait régulièrement à la chasse, et avait adopté les coutumes de la Cour de Bavière sous Maximilien II. Il a joué et écrit des récits accompagnés à la cithare en dialecte bavarois ancien, mais aussi le dialecte de son père, né à Mannheim. Ces thèmes de prédilection étaient la chasse, l'amour et … le vin. Il est encore de nos jours considéré comme l’auteur d’une chanson très populaire chez les Sociétés d'étudiants : Burschen heraus!. 
Son récit bavarois Gschicht vom Brandner Kasper racontait sur un braconnier qui utilisait l'eau-de-vie pour enivrer le boandlkramer (une personnification de La Mort en Bavière) à gagner quelques années de plus. Le petit récit est la source de diverses pièces de théâtre et aussi des films, le dernier par Joseph Vilsmaier.
Enfin, cet esprit curieux est avec son ami Carl August von Steinheil en 1839, l’introducteur en Allemagne de la technique photographique par Daguerréotype.

## Récompenses
La kobellite (en), espèce minérale composée de bismutho-antimoiniure de plomb, lui a été dédiée.

## Espèces minérales décrites
- amoibite, espèce déclassée synonyme de gersdorffite.
- boltonite, espèce déclassée synonyme de forstérite 1838.
- chalcantite (1853)
- kibdelophane (1832) : variété d'ilménite.
- lithionite, espèce déclassée synonyme de lépidolite ou zinnwaldite
- oncosine  (1834), espèce déclassée synonyme de muscovite.
- okénite (1828)
- pectolite 1828
- spaniolite, espèce déclassée synonyme de freibergite.
- tschermakite, espèce déclassée synonyme d'oligoclase.
- vanadinite (1838)

### Travaux
- Charakteristik der Mineralien (2 vols. 1830-1831)
- Tafeln zur Bestimmung der Mineralien (1833; et dernières éditions, ed. 12, by K. Oebbeke, 1884)
- Grundzüge der Mineralogie (1838)
- Geschichte der Mineralogie von 1650-1860 (1864)